# Michela De Rossi
Michela De Rossi (Roma, 25 gennaio 1993) è un'attrice italiana.

## Biografia
Nata nel 1993 a Roma, studia danza, scherma e recitazione, e si diploma nel 2014 all'Accademia internazionale d'arte drammatica del Teatro Quirino.
Nel 2018 esordisce al cinema interpretando Ambra nel film La terra dell'abbastanza di Fabio e Damiano D'Innocenzo, presentato al Festival di Berlino, e nello stesso anno è tra i protagonisti della serie televisiva I topi di Antonio Albanese, poi riconfermata per la seconda stagione. Nel 2021 è nel cast del film statunitense I molti santi del New Jersey, prequel della serie I Soprano, dove interpreta Giuseppina Moltisanti, al fianco di Ray Liotta.
Nel 2022 è tra i personaggi principali della commedia Con chi viaggi degli YouNuts!, mentre interpreta la protagonista Eva nel film Io e Spotty di Cosimo Gomez. In seguito è protagonista della serie australiana While the Men Are Away e della serie western Netflix Briganti.

## Filmografia

### Cinema
- Primo, regia di Federica Gianni – cortometraggio (2017)
- La terra dell'abbastanza, regia di Fabio e Damiano D'Innocenzo (2018)
- La profezia dell'armadillo, regia di Emanuele Scaringi (2018)
- La scomparsa di mia madre, regia di Beniamino Barrese (2019)
- Inglourious League, regia di Angelo Pace – cortometraggio (2019)
- Onolulo, regia di Iacopo Zanon - cortometraggio (2020)
- I molti santi del New Jersey (The Many Saints of Newark), regia di Alan Taylor (2021)
- Con chi viaggi, regia degli YouNuts! (2022)
- Io e Spotty, regia di Cosimo Gomez (2022)

### Televisione
- Squadra mobile – serie TV, episodio 2x2 (2017)
- Rosy Abate - La serie – serie TV, episodio 1x1 (2017)
- A testa alta - Libero Grassi, regia di Graziano Diana – film TV (2018)
- I topi – serie TV, 12 episodi (2018-2020)
- Django – miniserie TV, 3 puntate (2023)
- While the Men Are Away – serie TV, 8 episodi (2023)
- Briganti – serie TV, 6 episodi (2024)